# エジプトの自由党
エジプトの自由党(エジプトのじゆうとう、アラビア語: حزب مصر الحرية; 音訳: Hizb Masr Alhureyya　英語: Freedom Egypt Party）は、エジプトの政党である。2011年5月18日、アムル・ハムザーウィと、2011年エジプト革命後のエジプトの若者のグループが結成した。党首はアムル・ハムザーウィ。人民議会選挙に「革命継続」

として参加し、1議席獲得した。